# Chlastawa
Chlastawa (niem. Klastawe) – wieś w Polsce położona w województwie lubuskim, w powiecie świebodzińskim, w gminie Zbąszynek.

## Historia
Miejscowość pierwotnie związana była z Wielkopolską. Ma metrykę średniowieczną i istnieje co najmniej od XV wieku. Wymieniona pierwszy raz w dokumencie zapisanym po łacinie z 1418 pod obecnie stosowaną nazwą „Chlastawa", w 1453 "Chlasthawa", 1944 "Klastawe” .
W połowie XV wieku należała do powiatu kościańskiego Korony Królestwa Polskiego. Przynależność do parafii w Kosieczynie odnotowano w 1510 roku. w 1581 miejscowość była wsią szlachecka położoną w powiecie kościańskim województwa poznańskiego w Rzeczypospolitej Obojga Narodów.
W 1418 bracia Stanisław, Jan i Mikołaj Głupońscy po sporze sądowym z Mikołajem Watą z Trzcianki koło Opalenicy uzyskali połowę wsi Nądnie, Kosiczyn oraz Chlastawę pod warunkiem, że zwrócą mu te dobra, które otrzymali przy wcześniejszym przy podziale. W 1453 odnotowano właścicieli Jana i Sędziwoja braci niedzielnych w Kosiczynie i Chlastawie. W 1493 właściciel majętności we wsi Mikołaj Kosicki, zwany Brożyna, sprzedał Janowi Grunowskiemu z Kosiczyna jeden łan osiadły w Chlastawie za 13 złotych węgierskich z zastrzeżeniem prawa wykupu. Na przełomie XV i XVI wieku właścicielem wsi był Hanusz Kosicki, Nadelwicz. W 1500 dokonał wymiany oddając 1/4 Kosiczyna z 1/4 młyna, dwóch zagrodników z rolą i łąkami w Chlastawie oraz 170 złotych węgierskich braciom Mikołajowi i Janowi z Kręska (dawna nazwa Kręcka) w zamian za połowę Kręcka. Ponadto przejął także czynsz w wysokości 4 złotych węgierskich od sumy 40 zł węgierskich, który ciążył na tej własności. W 1497 Michał Dąbrowski otrzymałe prawo do dóbr Marcina Kosickiego w Chlastawie, które zostały skonfiskowane za zaniedbanie obowiązku wyprawy wojennej. W 1506 Stanisław Bylęcki kupił od Mikołaja i Jana braci niedzielnych z Kosiczyna 4 łany w Kosiczynie, a także zagrody i zagrodników w Chlastawie i Kosiczynie oraz część karczmy w Chlastawie za 60 grzywien. W 1510 wieś miała trzech właścicieli, 6 łanów osiadłych, jeden łan opustoszały. W 1530 miał miejsce pobór z 3 łanów. W 1563 pobór z 5,5 łana oraz z karczmy dorocznej. W 1566 Chlastawa miała trzech właścicieli: Jerzego Kosickiego, Sebastiana Dąbrowskiego i Jana Konopkę. W tym roku odbył się pobór podatków we wsi z 5 1/4 łanów, karczmy dorocznej oraz od 4 zagrodników. W 1580 pobór z części Jana Kosickiego odbył się z 1,5 łana, karczmy położonej na połowie łana. Z części wsi należącej do Jana Konopki pobrano podatek od 1 łana, 2 zagrodników, 2 komorników. Z części należącej do Agnieszki Dąbrowskiej pobrano podatek od 3 łanów, 2 zagrodników oraz 2 komorników .
Miejscowość z początkiem XVII wieku staje się własnością rodów Brudzewskich i Szlichtyngów - przedstawicieli protestanckiej szlachty, ale już w 1623 roku wieś przechodzi w ręce Radislausa Miesitschka, a następnie jego synów. Istniał tu zbór luterański, spalony w 1635 roku. Dzięki fundacji Radislausa w 1637 roku wzniesiono graniczny kościół służący m.in. protestantom pochodzącym ze Śląska. Świątynia została uszkodzona i splądrowana w czasie najazdu szwedzkiego. W 1663 roku doszło do ponownej konsekracji. Wówczas wyposażono kościół w nową chrzcielnicę oraz dzwony. Ponadto w roku 1680 namalowano we wnętrzu polichromie, umieszczając je m.in. na loży kolatorskiej przeznaczonej dla rodziny Miesitschek.
W wyniku II rozbioru Rzeczypospolitej w 1793, miejscowość przeszła w posiadanie Prus i jak cała Wielkopolska znalazła się w zaborze pruskim.
W latach 1975–1998 miejscowość administracyjnie należała do województwa zielonogórskiego.
Nieopodal miejscowości znajduje się tzw. Jeziorko Koźlarskie - zbiornik retencyjny o powierzchni 4,5 ha, miejsce rekreacji dla okolicznych mieszkańców.

## Zabytki
Do wojewódzkiego rejestru zabytków wpisane są:
- kościół ewangelicki, obecnie rzymskokatolicki filialny pod wezwaniem Narodzenia NMP, drewniany, z 1637 roku, przebudowany w 1692 roku, w końcu XIX wieku. Jest to salowa budowla, zamknięta trójbocznie od wschodu, ze wzniesioną od zachodu wieżą i zakrystią od wschodu[11]. Kruchta znajduje się po stronie północnej, zaś po południowej kaplica. Dach gontowy nakrywa całość, korpus z częścią prezbiterialną wielospadowy, zaś wieżę strzelisty hełm ośmioboczny. Umieszczone zostały w ścianach świątyni prostokątne okna. Wnętrze kościoła, z trójbocznie zamkniętym prezbiterium, przykrywa pozorne sklepienie kolebkowe z odsłoniętymi elementami konstrukcyjnymi więźby dachowej[11]. Siedemnastowieczną polichromią są pokryte elementy drewniane, przedstawiającą sceny Sądu Ostatecznego oraz motywy roślinne. Zachowały się tu empory oraz siedemnastowieczna ambona, chrzcielnica i epitafia. Loża kolatorska o parapecie podzielonym kanelowanymi pilastrami znajduje się nad północnym przedsionkiem. Sceny Narodzenia, Ecce Homo i Zmartwychwstania umieszczono w płycinach pomiędzy pilastrami. Empora muzyczna ma parapet o podziałach oraz sposobie dekoracji nawiązujących do parapetu loży. Ołtarz główny, wstawiony po II wojnie światowej, pochodził z Miedzichowa, w latach osiemdziesiątych XX wieku został przekazany do świątyni w Kręcku[11],
- dzwonnica-bramka, drewniany, z 1690 roku. Posiada szkieletową konstrukcję, jest oszalowana od zewnątrz i nakryta dachem gontowym. Obiekt posiada formę nałożonych na siebie dwóch prostopadłościanów przedzielonych czterospadowym dachem. Dachem namiotowym jest zwieńczona dzwonnica[11],
- cmentarz przykościelny, z XVII wieku.

## Galeria

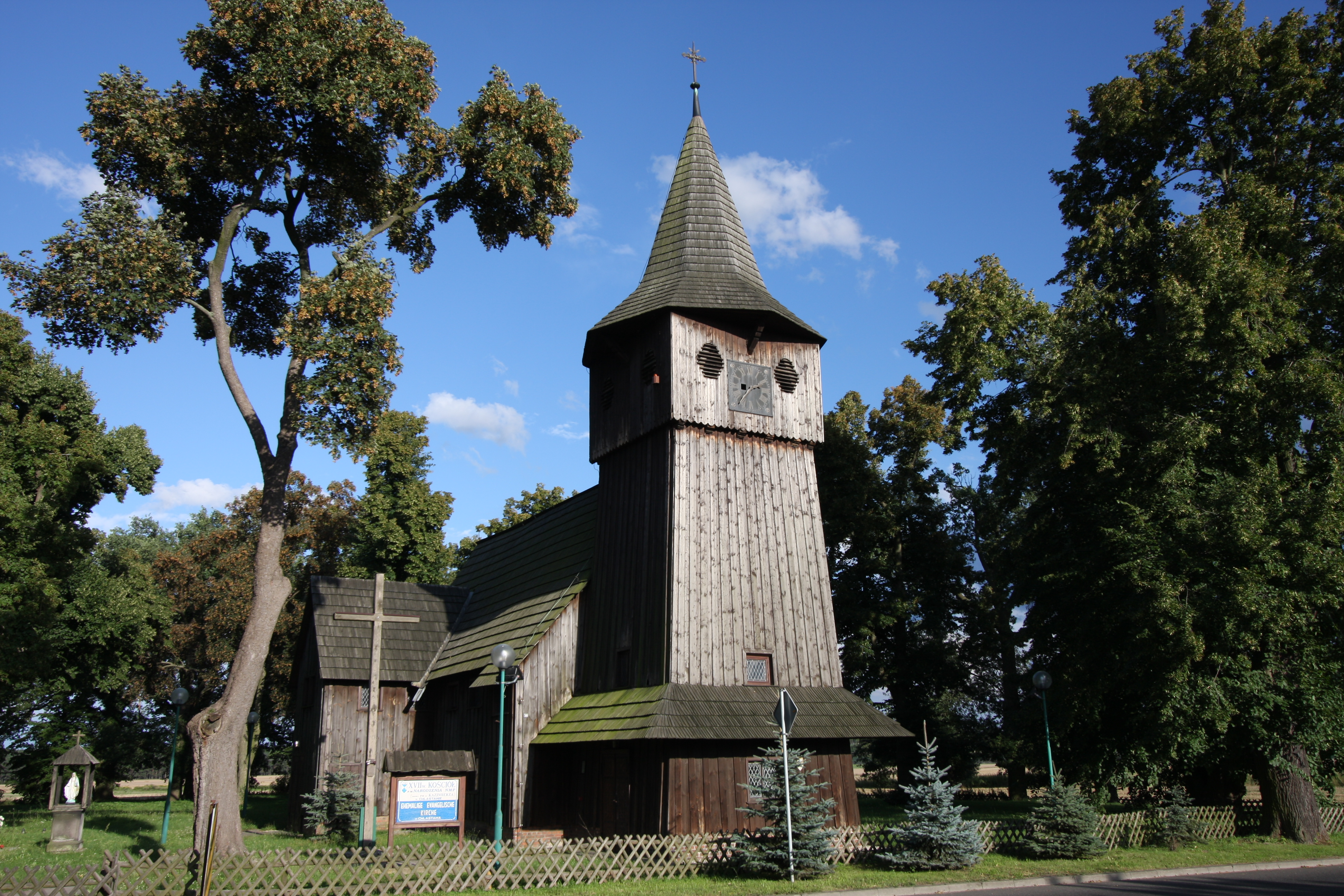
Kościół pw. Narodzenia NMP od frontu
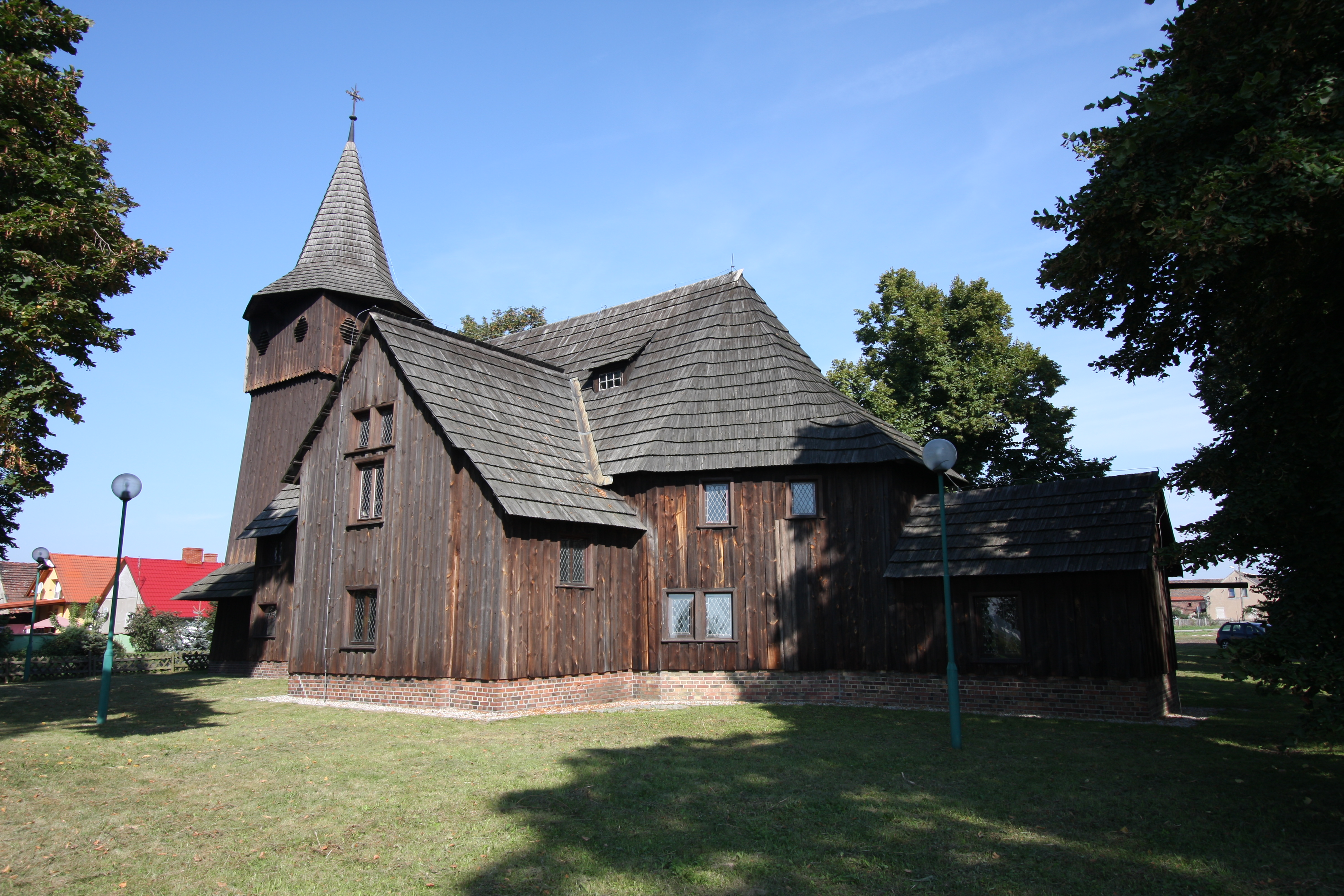
Kościół pw. Narodzenia NMP
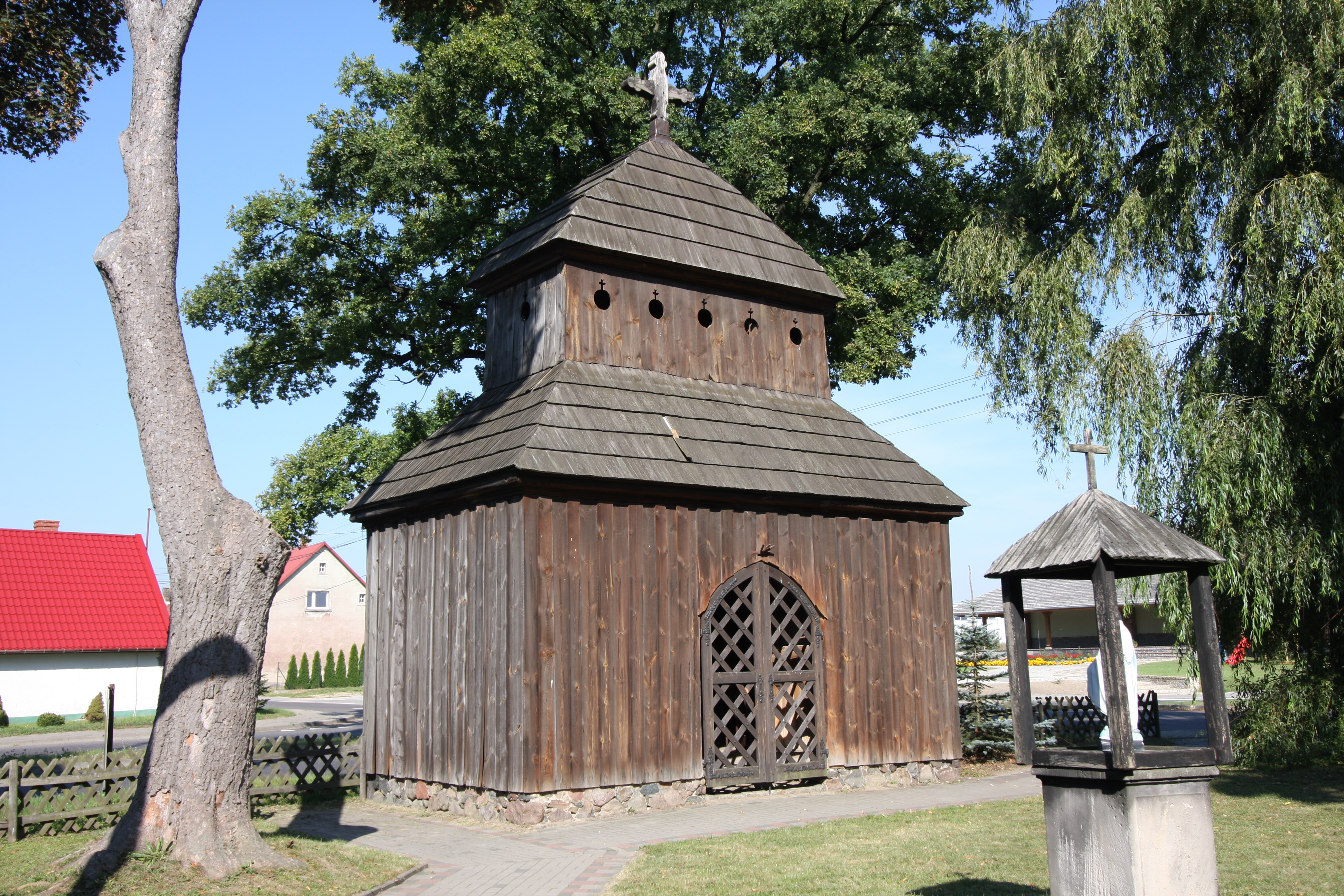
Dzwonnica z bramką
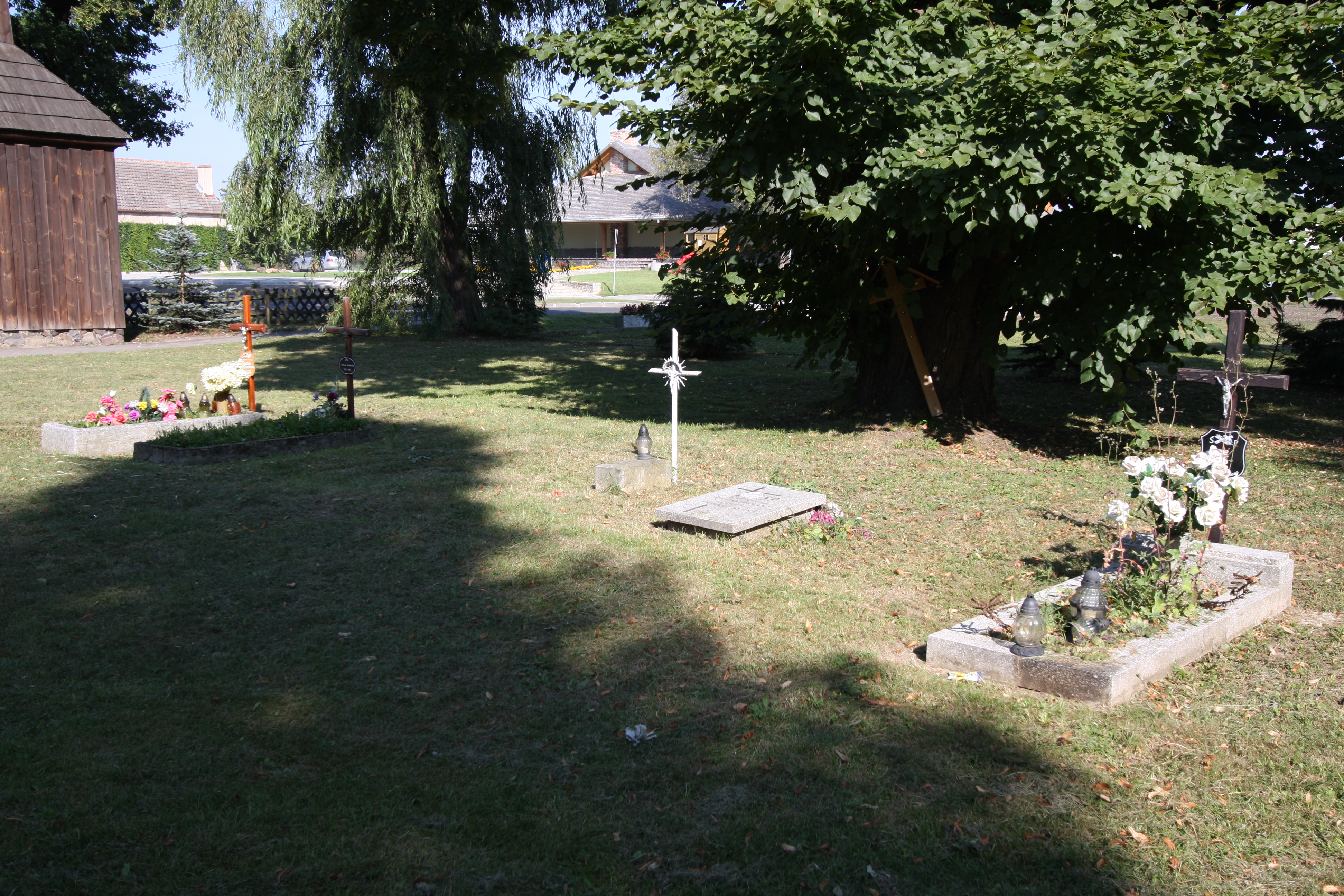
Cmentarz przykościelny